# Come to Daddy (pel·lícula)
Come to Daddy és una pel·lícula de comèdia negra del 2019 dirigida per Ant Timpson i escrita per Toby Harvard.

## Argument
Norval Greenwood (Elijah Wood), un músic privilegiat que viu amb la seva mare a una mansió de Beverly Hills, rep una carta del seu pare estrany demanant-li que vingui a visitar-lo. Norval, que no ha vist el seu pare des que tenia cinc anys, fa la caminada cap a una cabana segura amb vistes a la costa d'Oregon. El seu pare, Brian, li dóna la benvinguda inicialment, però l'admissió de Norval d'un intent de suïcidi sembla enfadar a Brian, que aviat comença a mostrar tendències agressives, burlant-se i insultant Norval, i fins i tot amenaçant-lo amb violència física. Tot això es complica una tarda quan en Brian ataca en Norval amb un tallador de carn, però en la lluita següent, Brian té un atac de cor i immediatament mor.
A causa de la manca d'espai a la morgue local, Norval es veu obligat a mantenir el cos del seu pare a la cabana amb ell després de fer-lo embalsamar. Intenta romandre a la casa el temps suficient perquè la seva mare vingui a buscar-lo, però es desperta repetidament amb sons forts d'algun lloc de la casa. Troba un àlbum de fotos familiar amagat, veu una foto del seu pare i s'adona que el mort no se sembla gens al seu pare. Aleshores troba una escotilla amagada a la casa que condueix a un búnquer a sota, on troba el seu veritable pare sagnat i encadenat. Per ordre del seu pare, intenta matar un home, Jethro, que arriba per torturar el seu pare, però Jethro s'escapa, prometent venjança.
Després d'alliberar finalment en Brian, Norval es veu obligat a portar-lo a dalt a la casa. Brian revela a Norval que després de deixar-lo a ell i a la seva mare, va fugir a Bangkok, on ell i tres homes més: Jethro, un home gran anomenat Dandy i Gordon (l'home que pretenia ser el pare de Norval) van segrestar la filla de l'home més ric de Tailàndia i la va retenir amb èxit per un gran rescat. Brian va fugir del grup amb la seva part dels diners i ha estat fugint des d'aleshores, finançant amb els diners el costós estil de vida de Norval i la seva mare. Dandy arriba a la casa i intenta matar Norval, però Norval l'apunyala als genitals diverses vegades amb una forquilla de barbacoa, després l'ofega amb un embolcall de plàstic abans de matar-lo a cops amb la resta del rotllo.
Norval ajuda Brian a sortir de casa, però Jethro torna, armat amb una ballesta en flames. En trobar l'etiqueta de l'equipatge de Norval amb la seva adreça de casa, Jethro manifesta en veu alta la seva intenció de conduir a Los Angeles per matar la mare de Norval com a venjança. Brian aconsella a Norval que s'amagui al maleter d'en Jethro i el mati quan menys s'ho esperi; Norval ho fa, pujant a un motel on Jethro ha concertat una trobada amb una prostituta. Mentre Jethro i la prostituta es dediquen a una sessió de BDSM, Norval roba les claus del motel i un eix de control, talla els pneumàtics d'en Jethro i després intenta colar-se a l'habitació d'en Jethro a través d'una habitació contigua. En veure'l, la prostituta sosté Norval amb un pany de cap mentre Jethro l'apunyala diverses vegades amb el fus i després marxa. La prostituta s'horroritza perquè és una còmplice de la mort de Norval, però Norval s'agita i surt del motel, trobant que Jethro ha estavellat el seu cotxe contra un cartell que l'ha decapitat parcialment.
Un Jethro atordit li revela a Norval que la seva mare era una prostituta amb la qual van dormir tant en Brian com en Jethro. Norval apunyala a Jethro a la part exposada del seu cervell amb l'eix de control; Jethro exhala "Arthur!" abans d'esfondrar-se mort. Norval, ferit però viu, torna a peu fins a la casa on va deixar el seu pare i s'estira al seu costat a la vora del llac. Norval demana disculpes al seu pare per no deixar mai que la seva mare el superi i Brian toca dèbilment la mà del seu fill.

## Repartiment
- Elijah Wood com a Norval
- Martin Donovan com a Brian
- Stephen McHattie com a Gordon
- Michael Smiley com a Jethro
- Garfield Wilson com a Ronald Plum
- Simon Chin com a Dandy
- Madeleine Sami com a Gladys
- Ona Grauer com a Precious

## Llançament
La pel·lícula es va estrenar al Festival de Cinema de Tribeca el 25 d'abril de 2019. Va ser llançada a nivell nacional a cinemes el 7 de febrer de 2020, arreu del món el febrer 21 de 2020 i en VOD de Lionsgate Home Entertainment el 24 de març de 2020.

## Recepció

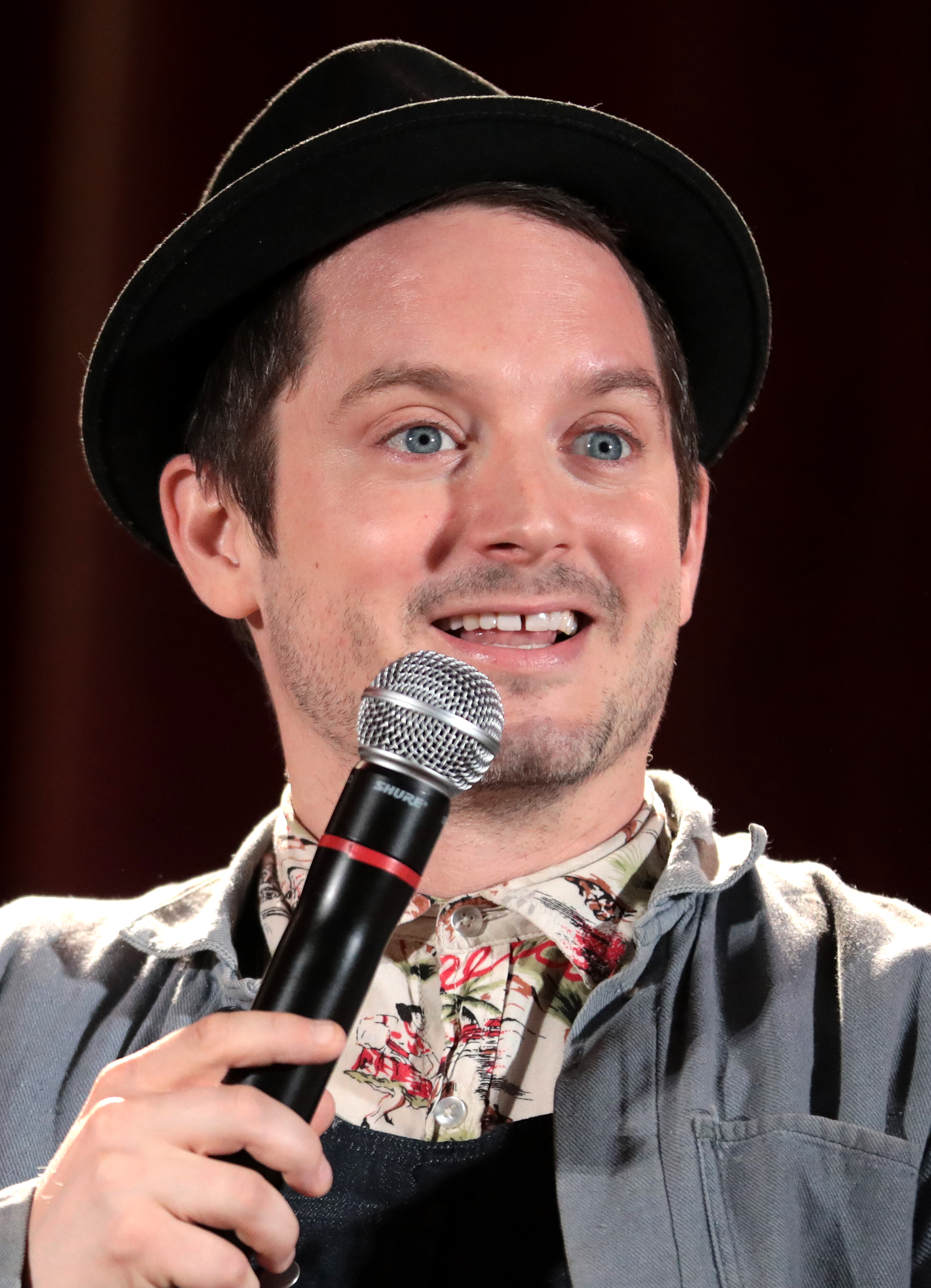
Elijah Wood (a la foto) va rebre elogis per la seva actuació.

### Taquilla
Come to Daddy va recaptar 96.713 $ a Amèrica del Nord, i va guanyar 21.262 $ addicionals dels territoris d'ultramar per un total mundial brut de 117.974 $, més 1.290 $ amb vendes de vídeos domèstics.

### Resposta crítica
A l'agregador de ressenyes Rotten Tomatoes, la pel·lícula té una puntuació d'aprovació del 86 %, basada en 106 ressenyes, amb una valoració mitjana de 7/10. El consens dels crítics del lloc web diu: "Terror sagnant amb un enginy de pues, Come to Daddy ancoreja la seva brutal violència en un enfocament sorprenentment madur de temes provocadors". A Metacritic, la pel·lícula té una puntuació mitjana ponderada de 64 de 100, basat en 20 crítics, que indica "crítiques generalment favorables".